# Álvaro Fernández-Llamazares
Álvaro Fernández-Llamazares (Barcelona, 1988) es un etnobiólogo español con una amplia trayectoria en el estudio de los pueblos indígenas y sus contribuciones a la conservación de la biodiversidad.

## Biografía
Se doctoró en Ciencias Ambientales por la Universidad Autónoma de Barcelona en 2015. En el marco de sus estudios doctorales, realizó 18 meses de trabajo de campo en la Amazonia boliviana, documentando los impactos locales del cambio ambiental global en el territorio indígena del pueblo tsimane’. Su tesis doctoral fue evaluada con la distinción “Cum Laude” y galardonada con el Premio Extraordinario de Doctorado  y el Premio de Investigación en Ciencias Ambientales del Colegio de Ambientólogos de Cataluña. 
Entre 2016 y 2022, desarrolló una trayectoria posdoctoral de 7 años en la Universidad de Helsinki (Finlandia), afiliado al Helsinki Institute of Sustainability Science (HELSUS). Durante esta época, realizó largas temporadas de trabajo de campo en Kenia y Madagascar, y estancias de investigación en la Universidad de Cambridge (Reino Unido) y en la Universidad de Indiana Bloomington (Estados Unidos).
En 2022, obtuvo un contrato Ramón y Cajal del Ministerio de Ciencia e Innovación del Gobierno de España, y en enero de 2023, se incorporó como investigador a la Unidad de Botánica del Departamento de Biología Animal, Biología Vegetal y Ecología (BABVE) y al Instituto de Ciencia y Tecnología Ambientales (ICTA-UAB) de la Universidad Autónoma de Barcelona.
En septiembre de 2023, recibió una ayuda Starting Grant de 1.5 millones de euros del Consejo Europeo de Investigación para desarrollar el proyecto IEK-CHANGES sobre los cambios en el conocimiento etnobotánico de los pueblos indígenas amazónicos, y los impactos ecológicos que estos cambios pueden comportar.

## Obra
Ha publicado más de noventa artículos científicos, en algunas de las revistas más influyentes y prestigiosas del mundo, como Nature, Trends in Ecology and Evolution, Current Biology, Global Environmental Change, People and Nature, o Conservation Letters, entre otras. Su investigación ha contribuido de forma significativa a avanzar el conocimiento científico sobre el papel de los Pueblos Indígenas en la conservación de la biodiversidad, a través de análisis geoespaciales, y consolidar metodologías empíricas para documentar los cambios en los sistemas de conocimiento ecológico tradicional. Sus trabajos se basan en una experiencia de más de 30 meses de trabajo de campo etnográfico con comunidades indígenas y locales en países como Bolivia, Kenia o Madagascar.
Una piedra angular de su carrera científica ha sido la participación en diferentes procesos intergubernamentales sobre biodiversidad en el marco de las Naciones Unidas. Su investigación ha estado fuertemente vinculada al trabajo de la Plataforma Intergubernamental Científico-Normativa sobre Biodiversidad y Servicios Ecosistémicos (IPBES). Es uno de los 145 autores del Informe Global sobre Biodiversidad y Servicios Ecosistémicos del IPBES, el informe más exhaustivo y completo sobre el estado y las tendencias de la biodiversidad en el planeta.

## Divulgación científica
Su trayectoria académica siempre se ha caracterizado por un firme compromiso con la divulgación científica. Ha escrito artículos de divulgación para numerosos medios de comunicación, como el diario Ara  o The Conversation, y ha participado en importantes podcasts de divulgación científica, como el podcast oficial de la revista Nature, o el podcast Save Our Planet . Sus investigaciones han tenido siempre una amplia visibilidad mediática, siendo reseñadas a medios internacionales como The Guardian,The Vancouver Sun,National Geographic,o Mongabay.
También ha realizado un amplio uso de la videografía de carácter científico, habiendo participado en numerosos vídeos de difusión sobre su investigación en el ámbito de la etnobiología. En 2020 se publicó un cortometraje de divulgación científica, titulado “Stories of the Amazon”, que destacaba los principales resultados de su investigación con comunidades indígenas en la Amazonia.También participó en el vídeo de divulgación etnobotánica “Escuchando lo que nos dicen las plantas del Pirineo catalán”, presentado en 2024.
En 2022 protagonizó el largometraje documental “Shepherds of the Earth” (Pastores de la Tierra) de la realizadora cinematográfica finlandesa Iiris Härmä. Esta película documenta su trabajo etnográfico con la comunidad daasanach del norte de Kenia. El documental cuenta con más de 21,100 visualizaciones en el portal web oficial de la televisión pública de Finlandia y recibió críticas excelentes en la prensa finlandesa. Ha sido presentada en más de 40 festivales de cine, ha ganado numerosos premios internacionales, y fue nominada a dos premios Jussi en el año 2023 (los premios de la Academia finlandesa de cine).

## Premios y reconocimientos
2023 Ganador de una ERC Starting Grant del Consejo Europeo de Investigación.
2019 Premio Extraordinario de Doctorado de la Universidad Autónoma de Barcelona.
2015 Premio Ciencias Ambientales, categoría Investigación, del Colegio de Ambientólogos de Cataluña.
2014 Premio Olli de la Universidad de Helsinki, Finlandia.